# Costas Bigalis
Costas Bigalis (griechisch Κώστας Μπίγαλης Kostas Bigalis; * 15. März 1953 in Athen) ist ein griechischer Popsänger.

## Leben und Wirken
Seine Karriere begann mit dem Sieg bei einem Talentwettbewerb 1975. Er betätigte sich danach als Musicaldarsteller und spielte unter anderem bei Jesus Christ Superstar mit. Als Big Alice erschien 1983 sein Debütalbum in englischer Sprache. Mit I Miss You hatte er einen Hit in Griechenland. Nur wenige Singles erschienen von dem Projekt. 1989 erschien sein Debütalbum in griechischer Sprache, welche er fortan beibehielt. 
1994 wurde er von ERT ausgewählt, sein Land beim Eurovision Song Contest 1994 zu vertreten. Mit dem Popsong To trechandiri (Diri Diri) ging er auf den 14. Platz. Bei diesem Auftritt begleiteten ihn Musiker und Sänger, die sich dort The Sea Lovers nannten.

## Diskografie

### Alben
- 1983: Big Alice (als Big Alice)
- 1989: Me ton Ilio stous Ichthis
- 1992: Tou Egeou ta Blues
- 1993: Mikri mou Melissa
- 1994: Mousiko Taxidi
- 1996: Ilie mou, File mou
- 1997: O Erotas sou Thalassa
- 1998: Mythos
- 2000: Pathos
- 2002: Mia Stigmi sto Chrono
- 2005: Galazio
- 2011: Zise

### Singles (Auswahl)
- 1989: Rina Katerina
- 1992: Tou Egeou ta Blues
- 1993: Mikri mou Melissa
- 1994: To Trehandiri (mit The Sea Lovers)